# Relations entre le Bangladesh et Taïwan
Les relations entre le Bangladesh et Taïwan désignent les relations internationales s'exerçant entre, d'une part, la république populaire du Bangladesh, et de l'autre, la république de Chine.
En l'absence de relations diplomatiques officielles entre les deux États, ainsi que de l'établissement de bureaux de représentation entre eux, Taïwan est représenté auprès du Bangladesh par l'intermédiaire des bureaux de représentation de Taipei en Inde et en Thaïlande.

## Histoire
Le 4 octobre 1975, le Bangladesh a reconnu la république populaire de Chine (RPC) et mis fin aux relations diplomatiques avec Taïwan (république de Chine - ROC). Dans la résolution 2758 de l'Assemblée générale des Nations unies, le Bangladesh a soutenu le remplacement de la ROC par la RPC.
En 2004, le gouvernement de Taïwan a créé le bureau économique et culturel de Taipei au Bangladesh, dans la capitale Dacca, mais en raison de l'obstruction du gouvernement du Bangladesh, il n'a pas pu offrir de services de visa, ce qui a entraîné sa fermeture le 30 juin 2009. Depuis la fermeture de ce bureau, les affaires du Bangladesh sont gérées conjointement par le Centre économique et culturel de Taipei en Inde à New Delhi et l'Office économique et culturel de Taipei en Thaïlande à Bangkok.

## Politique de visas
En vertu de la politique de visa du Bangladesh, les citoyens de Taïwan détenteurs d'un passeport de la république de Chine peuvent se voir délivrer un visa à leur arrivée, mais en vertu de la politique de visa de Taïwan, les citoyens du Bangladesh doivent désormais obtenir un visa à New Delhi ou à Bangkok.

## Relations économiques
Les principaux produits d'exportation de Taïwan vers le Bangladesh sont le pétrole, l'acier, la fibre synthétique, le chlorure de vinyle, le polyacétal, l'époxy, les vêtements et les machines à coudre. Et du Bangladesh vers Taïwan, on trouve des crabes, des crevettes, du cuivre, des vêtements et des chaussures.
Plus de 40 entreprises taïwanaises investissent au Bangladesh, les catégories les plus importantes étant la fabrication de vêtements, la fabrication de chaussures, l'aquaculture et la fabrication de meubles. Les entreprises de fabrication de chaussures se trouvent pour la plupart à Chittagong, et d'autres se trouvent dans la banlieue de Dacca.
Le plus grand investisseur taïwanais au Bangladesh est Run Xing Textile Company, et le second est Pou Chen Corporation, qui fabrique des chaussures de course pour Nike, Adidas et Puma. Après l'augmentation des salaires en Chine et les protestations anti-Chine au Viêt Nam en 2014, de nombreuses entreprises taïwanaises ont décidé de déménager leurs usines au Bangladesh pour bénéficier d'une rémunération moins élevée et d'un environnement stable.